# 阿德尔科芬
阿德尔科芬是德国巴伐利亚州的一个市镇。总面积47.84平方公里，总人口3847人，其中男性1943人，女性1904人（2011年12月31日），人口密度80人/平方公里。